# Väisälä (kráter)

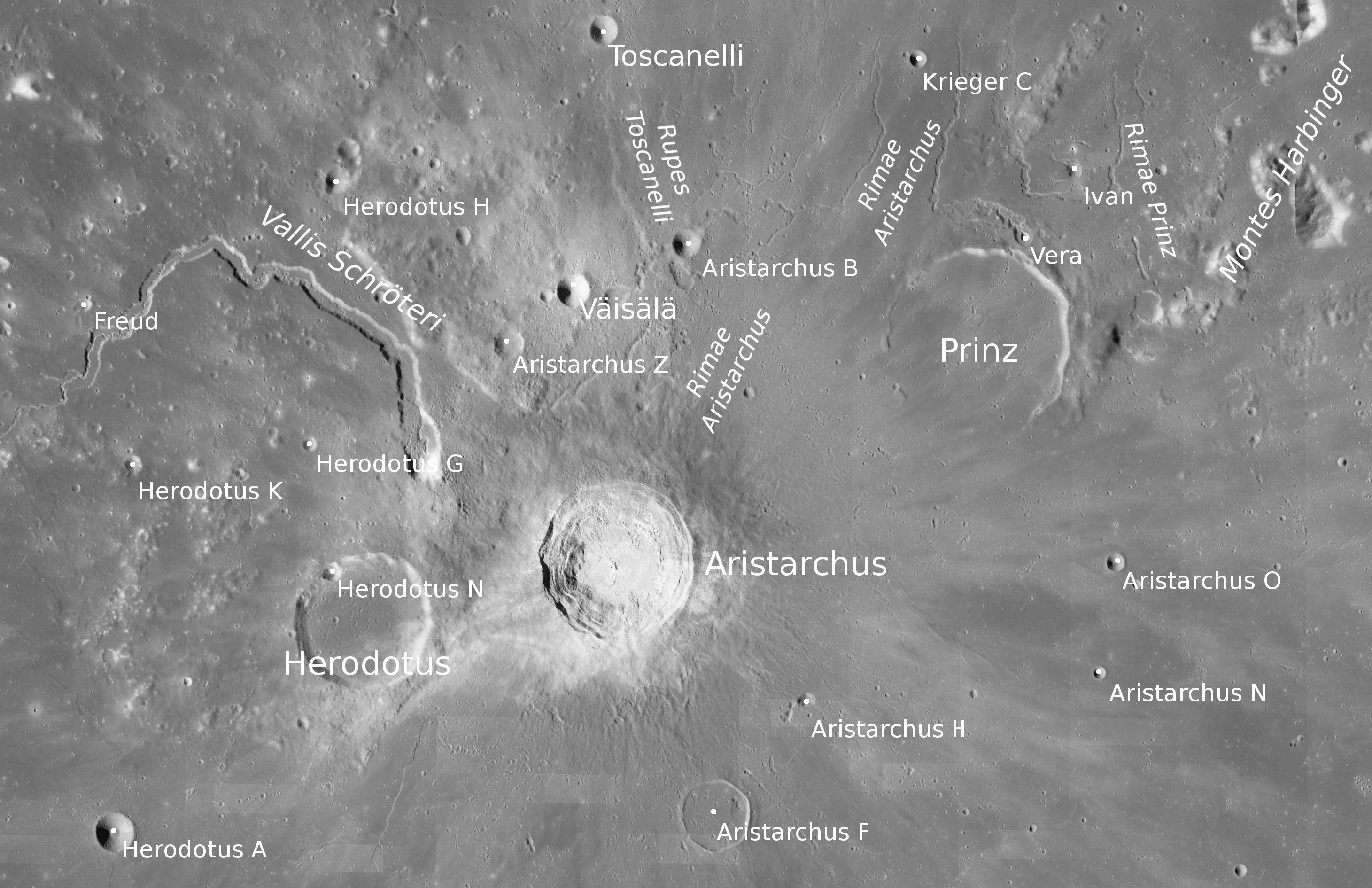
Poloha kráteru Väisälä.

Väisälä je malý impaktní kráter nacházející se v pevninské části v oblasti Oceanus Procellarum (Oceán bouří) na přivrácené strany Měsíce. Má průměr 8 km a poblíž se nachází řada zajímavých objektů vhodných pro pozorování astronomickými dalekohledy. Severovýchodně se rozkládá zlom Rupes Toscanelli (doplněn z východu brázdami Rimae Aristarchus) a severněji pak kráter Toscanelli, západním až jihozápadním směrem se vine údolí Vallis Schröteri a jižně leží výrazný kráter Aristarchus.

## Název
Pojmenován je podle finského astronoma a fyzika Yrjö Väisäly. Dříve, než jej Mezinárodní astronomická unie v roce 1973 přejmenovala, nesl název Aristarchus A.